# Liste der Straßen, Plätze und Brücken in Hamburg-Hammerbrook

Lage von Hammerbrook in Hamburg und im Bezirk Mitte (hellrot)

Die Liste der Straßen, Plätze und Brücken in Hamburg-Hammerbrook ist eine Übersicht der im Hamburger Stadtteil Hammerbrook vorhandenen Straßen, Plätze und Brücken. Sie ist Teil der Liste der Verkehrsflächen in Hamburg.

## Überblick
Im Stadtteil Hammerbrook (Ortsteilnummern 115–118) leben 6709 Einwohner (Stand: 31. Dezember 2023) auf 3,8 km². Hammerbrook liegt in den Postleitzahlenbereichen 20097 und 20537. In Hammerbrook gibt es 82 benannte Verkehrsflächen, darunter fünf Plätze, 20 Brücken und zwei Tunnel. Neben historischen Flurbezeichnungen, Personen oder anderen Bezügen zur Hammerbrooker Geschichte finden sich einige Straßen, die nach mittelalterlichen Völkerstämmen (Franken, Friesen, Goten, Sachsen, Wandalen) benannt sind.

## Übersicht der Straßen
Die nachfolgende Tabelle gibt eine Übersicht über alle benannten Verkehrsflächen – Straßen, Plätze und Brücken – im Stadtteil sowie einige dazugehörige Informationen. Im Einzelnen sind dies:
- Name/Lage: aktuelle Bezeichnung der Straße, des Platzes oder der Brücke. Über den Link (Lage) kann die Straße, der Platz oder die Brücke auf verschiedenen Kartendiensten angezeigt werden. Die Geoposition gibt dabei ungefähr die Mitte an. Bei längeren Straßen, die durch zwei oder mehr Stadtteile führen, kann es daher sein, dass die Koordinate in einem anderen Stadtteil liegt.
- Straßenschlüssel: amtlicher Straßenschlüssel, bestehend aus einem Buchstaben (Anfangsbuchstabe der Straße, des Platzes oder der Brücke) und einer dreistelligen Nummer.
- Länge/Maße in Metern:
Hinweis: Die in der Übersicht enthaltenen Längenangaben sind nach mathematischen Regeln auf- oder abgerundete Übersichtswerte, die im Digitalen Atlas Nord[1] mit dem dortigen Maßstab ermittelt wurden. Sie dienen eher Vergleichszwecken und werden, sofern amtliche Werte bekannt sind, ausgetauscht und gesondert gekennzeichnet.
Bei Plätzen sind die Maße in der Form a × b bei rechteckigen Anlagen oder a × b × c bei dreiecksförmigen Anlagen mit a als längster Kante dargestellt.
Der Zusatz (im Stadtteil) gibt an, wie lang die Straße innerhalb des Stadtteils ist, sofern sie durch mehrere Stadtteile verläuft.
- Namensherkunft: Ursprung oder Bezug des Namens.
- Datum der Benennung: Jahr der offiziellen Benennung oder der Ersterwähnung eines Namens, bei Unsicherheiten auch die Angabe eines Zeitraums.
- Anmerkungen: Weitere Informationen bezüglich anliegender Institutionen, der Geschichte der Straße, historischer Bezeichnungen, Baudenkmale usw.
- Bild: Foto der Straße oder eines anliegenden Objektes.

| Name/Lage                           | Straßen- schlüssel | Länge/Maße (in Metern)   | Namensherkunft | Datum der Benennung                                   | Anmerkungen | Bild                                                                                          |
| ----------------------------------- | ------------------ | ------------------------ | --- | ----------------------------------------------------- | --- | --------------------------------------------------------------------------------------------- |
| Albertstraße (Lage)                 | A067               | 0225                     | Albert von Sachsen-Coburg, Prinzgemahl von Königin Victoria von England                                                                                               | 1858                                                  | | Albertstraße, Blick Richtung Hammerbrookstraße                                                |
| Altländer Straße (Lage)             | A162               | 0200                     | nach den Bauern aus dem Alten Land, die hier ihre Waren zum Markt brachten                                                                                            | 1936                                                  | Straßenfläche vollständig in Hamburg-Altstadt | Altländer Straße, links die Deichtorhallen, dahinter ist das Dach des Hauptbahnhofes sichtbar |
| Altmannbrücke (Lage)                | A163               | 0180                     | Isaak Altmann (1777–1837), Landschaftsgärtner, schuf die Hamburger Wallanlagen aus der früheren Wallbefestigung                                                       | 1942                                                  | nördliche Seite in St. Georg; ursprünglich seit 1875 als Altmannstraße, beim Bau des Hamburger Hauptbahnhofs 1904–1906 in eine Brücke über die Gleisanlagen umgewandelt            | Altmannbrücke (Hamburg)                                                                       |
| Am Mittelkanal (Lage)               | A293               | 0100                     | nach dem benachbarten Mittelkanal | 1866                                                  | | Am Mittelkanal, Blick in Richtung Amsinckstraße                                               |
| Amsinckstraße (Lage)                | A385               | 1750 (im Stadtteil)      | Wilhelm Amsinck, hamburgischer Senatssyndicus für seine Verdienste um die Erschließung des Hammerbrooks                                                               | 1842                                                  | südöstlicher Teil in Rothenburgsort, Teil der Bundesstraße 4 | Amsinckstraße, Blick stadteinwärts                                                            |
| Anckelmannsplatz (Lage)             | A422               | 0130 × 50 (im Stadtteil) | nach der Familie Anckelmann bzw. im Anschluss an die benachbarte Anckelmannstraße in Borgfelde                                                                        | 1879                                                  | östlicher Teil in Borgfelde | Anckelmannsplatz, rechts mittig der S-Bahnhof Berliner Tor                                    |
| Anton-Rée-Weg (Lage)                | A444               | 0120                     | Anton Rée, Reichstagsabgeordneter und Vorkämpfer für die Gleichberechtigung der Juden                                                                                 | 1948, zuvor Campestraße (nach Joachim Heinrich Campe) | | Anton-Rée-Weg, Blick von der Einmündung zum Bullerdeich                                       |
| Arno-Schmidt-Platz (Lage)           | A702               | 0070 × 55                | Arno Schmidt, Schriftsteller | 2004                                                  | beim Umbau des Bahnpostamts durch Überbauung der ehemaligen Gleisanlagen entstanden                                                                                                | Arno-Schmidt-Platz                                                                            |
| Auf der Brandshofer Schleuse (Lage) | A510               | 0035 (im Stadtteil)      | 1625 an der Mündung der Bille in die Elbe erbauten Brandshofer Schleuse, benannt nach dem damals hier gelegenen Hof des Bürgermeisters Johann Brand (1585–1652)       | 1865                                                  | südöstlicher Teil in Rothenburgsort | Auf der Brandshofer Schleuse, im Hintergrund das Gelände des Großmarkts                       |
| Ausschläger Weg (Lage)              | A534               | 0550 (im Stadtteil)      | seit dem 16. Jahrhundert nachweisbarer Weg, der den Bauern von der Elbinsel Billwärder Ausschlag den Zugang zu ihren Weideflächen im „Hammer Brook“ ermöglichte       | 1525                                                  | nördlicher Teil in Borgfelde | Ausschläger Weg, Blick in Richtung Kreuzung Süderstraße                                       |
| Banksstraße (Lage)                  | B046               | 0610                     | Edward Banks senior (1795–1851), hamburgischer Senatssyndicus für seine Verdienste um die Erschließung des Hammerbrooks                                               | 1842                                                  | | Banksstraße, Blick in Richtung Südosten                                                       |
| Basedowstraße (Lage)                | B090               | 0170                     | Johann Bernhard Basedow, aus Hamburg stammender Pädagoge und Aufklärer                                                                                                | 1895                                                  | | Basedowstraße, Blick vom Anton-Rée-Weg                                                        |
| Bella-Spanier-Weg (Lage)            | B                  | 0110                     | Bella Spanier (1884–1942), Lehrerin an der Staatlichen Mädchenschule Rosenallee, Opfer des Nationalsozialismus                                                        | 2023                                                  | Es handelt sich um eine vormals zum Högerdamm (jetzt Recha-Lübke-Damm) gehörende Sackgasse. Die Benennung erfolgte im Zuge einer Studie zum Umgang mit NS-belasteten Straßennamen. | Bella-Spanier-Weg                                                                             |
| Billwerder Steindamm (Lage)         | B341               | 0380                     | gepflasterter Straßendamm vom Hammer Deich über die Grüne Brücke nach Billwerder                                                                                      | 1865                                                  | | Billwerder Steindamm, Blick Richtung Ausschläger Weg                                          |
| Brackdamm (Lage)                    | B531               | 0210                     | Brack = nach einem Deichbruch entstandener See hinter dem Deich, die Straße wurde seinerzeit als Damm durch das inzwischen zugeschüttete Bill-Brack angelegt          | 1886                                                  | | Brackdamm, Blick in Richtung Ausschläger Weg                                                  |
| Bullerdeich (Lage)                  | B697               | 0560                     | durch Übertragung eines älteren Deichnamens | 1865/1886                                             | | Bullerdeich, Blick in Richtung Heidenkampsweg                                                 |
| Bullerdeichbrücke (Lage)            | B697               | 0060                     | Überführung des Bullerdeichs über das Hochwasserbassin |                                                       | |                                                                                               |
| Bürgerweide (Lage)                  | B686               | 0080 (im Stadtteil)      | in Erinnerung an die frühere Funktion der Gegend vor der Stadtbefestigung als Gemeinweide für die Hamburger Bürger                                                    | 1899, zuvor seit 1868 An der Bürgerweide              | nördlich der Bahntrasse in Borgfelde, Teil der Bundesstraße 75 | Bürgerweide, hinter der Bahnbrücke in den Stadtteil Borgfelde übergehend                      |
| Deichtorplatz (Lage)                | D061               | 0050 × 20                | Platz vor dem ehemaligen Deichtor der Hamburger Wallanlagen | 1936, zuvor Bahnhofsplatz                             | Großteil des Platzes in Hamburg-Altstadt | Deichtorplatz, Blick Richtung Norden                                                          |
| Deichtorstraße (Lage)               | D062               | 0040 (im Stadtteil)      | nach dem ehemaligen Deichtor | 1852                                                  | lt. Straßen- und Gebietsverzeichnis nur zu Hamburg-Altstadt gehörend, lt. Grundkarte östlicher Teil ab Eisenbahnbrücke zu Hammerbrook                                              | Deichtorstraße, von der Banksstraße aus gesehen                                               |
| Deichtortunnel (Lage)               |                    |                          | siehe Deichtorplatz | 1966                                                  | nur die östliche Zufahrtsrampe, der eigentliche Tunnelabschnitt liegt in Hamburg-Altstadt                                                                                          | Deichtortunnel, Ostseite                                                                      |
| Dritte Heidenkampbrücke (Lage)      |                    | 0025                     | Überführung des Heidenkampswegs über den Südkanal | 1930                                                  | |                                                                                               |
| Erste Ausschläger Brücke (Lage)     |                    | 0020 (im Stadtteil)      | Überführung des Ausschläger Weges über den Mittelkanal | 1930                                                  | nördlicher Teil in Borgfelde |                                                                                               |
| Erste Banksbrücke (Lage)            |                    | 0045                     | Überführung der Banksstraße über den Mittelkanal | 1930                                                  | | Erste Banksbrücke                                                                             |
| Erste Grevenbrücke (Lage)           |                    | 0020 (im Stadtteil)      | Überführung des Grevenweges über den Mittelkanal | 1930                                                  | nördlicher Teil in Borgfelde, Ostseite in Hamm | Erste Grevenbrücke                                                                            |
| Erste Stadtdeichbrücke (Lage)       |                    | 0050                     | Überführung des Stadtdeiches über den Mittelkanal | 1930                                                  | | Erste Stadtdeichbrücke                                                                        |
| Frankenstraße (Lage)                | F204               | 0350                     | nach dem mittelalterlichen Germanenstamm der Franken | 1869                                                  | | Frankenstraße, Blick in Richtung Heidenkampsweg                                               |
| Friesenstraße (Lage)                | F244               | 0225                     | nach dem Volk der Friesen | 1897                                                  | | Friesenstraße, Blick in Richtung Grüner Deich                                                 |
| Gotenstraße (Lage)                  | G177               | 0320                     | nach dem mittelalterlichen Germanenstamm der Goten | 1879                                                  | | Gotenstraße, Blick in Richtung Heidenkampsweg                                                 |
| Grevenweg (Lage)                    | G231               | 0570                     | „Grafenweg“, den sich die Grafen von Holstein als Zugang zur Bille vorbehielten, nachdem sie den umliegenden Hammerbrook an Hamburg vermacht hatten                   | 1539                                                  | westliche Seite bis zum Mittelkanal in Borgfelde, ganze Ostseite in Hamm | Grevenweg, Blick in Richtung Erste Grevenbrücke                                               |
| Grüne Brücke (Lage)                 |                    | 0060                     | vermutlich nach dem nahe gelegenen Grünen Deich und Vorbild für alle späteren „Farb-Brücken“ über die Bille                                                           | 18. Jahrhundert                                       | südlicher Teil in Rothenburgsort | Grüne Brücke                                                                                  |
| Grüner Deich (Lage)                 | G311               | 0450                     | vermutlich nach der grünbewachsenen Böschung des Deiches oder dem vorwiegend als Weideland benutzen Hammerbrook                                                       | 18. Jahrhundert                                       | | Grüner Deich, Blick in Richtung Heidenkampsweg                                                |
| Hammerbrookstraße (Lage)            | H087               | 0870 (im Stadtteil)      | angelegt als Hauptverbindung von St. Georg in den nach dem Hamburger Brand neu als Wohngebiet erschlossenen Hammerbrook                                               | 1842                                                  | nördlicher Teil in St. Georg | Hammerbrookstraße                                                                             |
| Hammer Deich (Lage)                 | H080               | 0310 (im Stadtteil)      | Deich zum Schutz des damals noch vollständig zu Hamm gehörenden „Hammer Brook“, Fortsetzung des Grünen Deichs entlang der Bille nach Osten                            | 17. Jahrhundert                                       | östlicher Teil in Hamm | Hammer Deich, Blick aus Richtung Ausschläger Weg                                              |
| Heidenkampsweg (Lage)               | H245               | 1080 (im Stadtteil)      | nach dem Grundbesitzer Johann Hinrich Heidenkamp | um 1775                                               | südlicher Teil in Rothenburgsort, Teil der Bundesstraße 75 | Heidenkampsweg                                                                                |
| Heinrich-Grone-Stieg (Lage)         | H786               | 0155                     | Heinrich Grone (1868–1941), Gründer der Grone-Schulen | 1987                                                  | | Heinrich-Grone-Stieg, Blick in Richtung Vera-Brittain-Ufer                                    |
| Hühnerposten (Lage)                 | H663               | 0160                     | Herkunft umstritten: nach einem vorgeschobenen Wachtposten oder einem Landgasthof (siehe Artikel)                                                                     | 17. Jahrhundert                                       | Zentralbibliothek der Hamburger Öffentlichen Bücherhallen | Hühnerposten, Blick in Richtung Klostertor                                                    |
| Klostertor (Lage)                   | K277               | 0120                     | ehemaliges Tor der Hamburger Stadtbefestigung, siehe auch den früheren Stadtteil Klostertor                                                                           | 1856                                                  | | Klostertor, Blick in Richtung Norden                                                          |
| Klosterwall (Lage)                  | K278               | 0200                     | Teil des ehemaligen Stadtwalls, benannt nach dem hier ansässigen Johannis-Kloster                                                                                     | 1875                                                  | Westseite zu Hamburg-Altstadt | Klosterwall (Ostteil), Blick Richtung Norden                                                  |
| Lippeltstraße (Lage)                | L196               | 0175                     | Julius Lippelt, Bildhauer | 1866                                                  | | Lippeltstraße, Blick in Richtung Banksstraße                                                  |
| Michelsenweg (Lage)                 | M429               | 0090                     | Firmensitz des Feinkosthandels L.W.C.Michelsen | 1996                                                  | Privatweg | Michelsenweg, Blick aus Richtung Anton-Rée-Weg                                                |
| Mittelkanalbrücke (Lage)            |                    | 0030                     | Überführung der Straße Am Mittelkanal über den Sonninkanal | 1930                                                  | | Mittelkanalbrücke                                                                             |
| Münzplatz (Lage)                    | M337               | 0055 × 25                | nach der früher hier ansässigen Hamburgischen Münze, siehe Münzviertel                                                                                                | 1880                                                  | | Münzplatz                                                                                     |
| Münzstraße (Lage)                   | M338               | 0275                     | siehe Münzplatz | 1880                                                  | | Münzstraße, Blick in Richtung Altmannbrücke                                                   |
| Münzweg (Lage)                      | M339               | 0050                     | siehe Münzplatz | 1880                                                  | nichtöffentlicher Fußweg | Münzweg                                                                                       |
| Nagelsweg (Lage)                    | N003               | 0825 (im Stadtteil)      | nach dem Grundbesitzer J. H. Nagel | 1830                                                  | nördlicher Teil in St. Georg | Nagelsweg, Blick in Richtung Süden zwischen Albertstraße und Amsinckstraße                    |
| Norderkai-Ufer (Lage)               | N243               | 0370                     | nach der vor dem Zweiten Weltkrieg hier verlaufenden Norderquaistraße                                                                                                 | 2006                                                  | | Norderkai-Ufer, Blick in Richtung Am Mittelkanal                                              |
| Norderstraße (Lage)                 | N160               | 0050                     | nördlichste der seinerzeit im Hammerbrook neu angelegten Straßen, vgl. Wester- und Süderstraße                                                                        | 1858                                                  | nordöstlicher Teil in St. Georg | Norderstraße, Blick in Richtung Schultzweg                                                    |
| Nordkanalbrücke (Lage)              | N195               | 0270                     | Verbindung vom östlichen Ende des Deichtortunnels zur Nordkanalstraße über die Amsinckstraße                                                                          | 1971                                                  | | Nordkanalbrücke                                                                               |
| Nordkanalstraße (Lage)              | N165               | 0875                     | im Verlauf des nach dem Zweiten Weltkrieg zugeschütteten Nordkanals                                                                                                   | 1956                                                  | | Nordkanalstraße                                                                               |
| Oberhafenbrücke (Lage)              |                    | 0030 (im Stadtteil)      | Straßen- und Eisenbahnbrücke über den Oberhafen | 1904                                                  | südwestlicher Teil im Stadtteil HafenCity | Oberhafenbrücke                                                                               |
| Oberhafenstraße (Lage)              | O010               | 0050                     | Zufahrtstraße zum Oberhafen | 1857                                                  | | Oberhafenstraße, Blick in Richtung Banksstraße                                                |
| Recha-Lübke-Damm (Lage)             | R                  | 0500                     | Recha Lübke (1880–1944), Lehrerin an der Staatlichen Mädchenschule Rosenallee, Opfer des Nationalsozialismus                                                          | 2023                                                  | seit 1956 Högerdamm, zuvor Teil der Amsinckstraße Die Umbenennung erfolgte aufgrund einer Studie zum Umgang mit NS-belasteten Straßennamen.                                        | Högerdamm, Blick stadteinwärts                                                                |
| Repsoldstraße (Lage)                | R160               | 0145                     | Johann Georg Repsold | 1843                                                  | nördlicher Teil in St. Georg | Repsoldstraße, Blick von der Einmündung zur Spaldingstraße                                    |
| Rosenallee (Lage)                   | R282               | 0160                     | nach einem früher hier gelegenen Rosengehölz | 18. Jahrhundert                                       | | Rosenallee, Blick von der Einmündung zur Repsoldstraße                                        |
| Sachsenfeld (Lage)                  | S916               | 0215                     | in Anlehnung an die benachbarte Sachsenstraße | 1988                                                  | | Sachsenfeld (Hamburg)                                                                         |
| Sachsenkamp (Lage)                  | S917               | 0085                     | in Anlehnung an die benachbarte Sachsenstraße | 1988                                                  | | Sachsenkamp, Blick vom Sachsenfeld her                                                        |
| Sachsenstraße (Lage)                | S008               | 0310                     | nach dem mittelalterlichen Germanenstamm der Sachsen | 1869                                                  | | Sachsenstraße, Blick von der Einmündung zur Hammerbrookstraße                                 |
| Salzmannstraße (Lage)               | S022               | 0115                     | Christian Gotthilf Salzmann, Pädagoge und Aufklärer | 1913                                                  | | Salzmannstraße, Blick aus Richtung Anton-Rée-Weg                                              |
| Schultzweg (Lage)                   | S326               | 0190                     | nach dem früheren Grundbesitzer Johann Ferdinand Schultz | um 1839                                               | | Schultzweg, Blick in Richtung Hühnerposten                                                    |
| Schwabenplatz (Lage)                | S939               | 0075 × 35                | nach einer vor dem Zweiten Weltkrieg in der Nähe gelegenen Schwabenstraße, die wiederum nach dem mittelalterlichen Germanenstamm der Schwaben bzw. Sueben benannt war | 2005                                                  | | Schwabenplatz                                                                                 |
| Schwarze Brücke (Lage)              |                    | 0030 (im Stadtteil)      | Überführung des Heidenkampswegs über die Bille, in Anlehnung an die traditionellen Bille-Brücken (Grüne, Blaue usw.)                                                  | 1960                                                  | südlicher Teil in Rothenburgsort | Schwarze Brücke                                                                               |
| Sonninstraße (Lage)                 | S503               | 0290                     | Ernst Georg Sonnin, Hamburger Ingenieur und Mitbegründer der Gewerbeschule                                                                                            | 1843                                                  | | Sonninstraße, Blick aus Richtung Am Mittelkanal                                               |
| Sorbenstraße (Lage)                 | S511               | 0350 (im Stadtteil)      | nach dem Volk der Sorben | 1901                                                  | östlicher Teil in Hamm | Sorbenstraße, Blick aus Richtung Ausschläger Weg                                              |
| Spaldingstraße (Lage)               | S522               | 0980                     | Andreas Friedrich Spalding (1778–1859), Hamburger Senator, für seine Verdienste um die Erschließung des Hammerbrook                                                   | 1842                                                  | | Spaldingstraße, Blick in Richtung Anckelmannsplatz                                            |
| Stadtdeich (Lage)                   | S580               | 0290                     | 1257 errichteter Deich entlang der Elbe | 17. Jahrhundert                                       | | Stadtdeich, Blick in Richtung Osten                                                           |
| Süderstraße (Lage)                  | S787               | 1420 (im Stadtteil)      | ursprünglich südlichste der neu angelegten Straßen im Hammerbrook, siehe Norderstraße                                                                                 | 1869                                                  | östlicher Teil in Hamm | Süderstraße, Blick von der Kreuzung Ausschläger Weg in Richtung Heidenkampsweg                |
| Süderstraßenbrücke (Lage)           |                    | 0050                     | Überführung der Süderstraße über das Hochwasserbassin | 1930                                                  | | Süderstraßenbrücke                                                                            |
| Vera-Brittain-Ufer (Lage)           | V153               | 0450                     | Vera Brittain, britische Schriftstellerin und Pazifistin | 2014                                                  | | Vera-Brittain-Ufer, Blick aus Richtung Hammerbrookstraße, rechts verläuft der Mittelkanel     |
| Victoriakai-Ufer (Lage)             | V151               | 0310                     | nach dem früheren Victoria-Kai, der vor dem Zweiten Weltkrieg westlich parallel zum Hochwasserbassin verlief                                                          | 2006                                                  | | Victoriakai-Ufer, Blick aus Richtung Wendenstraße                                             |
| Wallringtunnel (Lage)               |                    | 0035 (im Stadtteil)      | nach dem Verlauf im ehemaligen Wallring | 1966                                                  | Teile in Hamburg-Altstadt und St. Georg | Wallringtunnel, Südseite                                                                      |
| Wandalenweg (Lage)                  | W053               | 0350                     | nach dem Volk der Vandalen, in Anlehnung an die benachbarten Franken- und Gotenstraße                                                                                 | 1948(?)                                               | | Wandalenweg, Blick von der Einmündung zur Hammerbrookstraße                                   |
| Wendenbrücke (Lage)                 |                    | 0060                     | Überführung der Wendenstraße über das Hochwasserbassin | 1930                                                  | | Wendenbrücke, im Hintergrund rechts der "Berliner Bogen"                                      |
| Wendenstraße (Lage)                 | W164               | 1270 (im Stadtteil)      | nach dem „Volk“ der Wenden (ältere Bezeichnung für die in Mitteleuropa siedelnden Westslawen bzw. Sorben)                                                             | 1869                                                  | östlicher Teil in Hamm | Wendenstraße, Blick in Richtung Heidenkampsweg                                                |
| Woltmanstraße (Lage)                | W390               | 0150                     | Reinhard Woltman (1757–1837), Hamburger Wasserbaudirektor | 1843                                                  | | Woltmannstraße, Blick von der Einmündung zum Högerdamm                                        |
| Zweite Amsinckbrücke (Lage)         |                    | 0040                     | Überführung der Amsinckstraße über den Schleusenkanal | 1930                                                  | | Zweite Amsinckbrücke                                                                          |
| Zweite Ausschläger Brücke (Lage)    |                    | 0035                     | Überführung des Ausschläger Weges über den Südkanal | 1930                                                  | |                                                                                               |
| Zweite Grevenbrücke (Lage)          |                    | 0035                     | Überführung des Grevenweges über den Südkanal | 1930                                                  | östlicher Teil in Hamm |                                                                                               |
| Zweite Hammerbrookbrücke (Lage)     |                    | 0030                     | Überführung der Hammerbrookstraße über den Mittelkanal | 1930                                                  | | Zweite Hammerbrookbrücke                                                                      |
| Zweite Heidenkampbrücke (Lage)      |                    | 0030                     | Überführung des Heidenkampsweges über den Mittelkanal | 1930                                                  | | Zweite Heidenkampbrücke                                                                       |
| Zweite Nagelsbrücke (Lage)          |                    | 0020                     | Überführung des Nagelsweges über den Mittelkanal | 1930                                                  | | Zweite Nagelsbrücke                                                                           |

## Ehemalige Verkehrsflächen
Die Westerstraße – bereits vor 2018 eine umzäunte und für die Öffentlichkeit nicht mehr zugängliche Fläche – existiert nicht mehr, das Areal wurde überbaut. Gleichwohl wird sie noch im aktuellen Straßen- und Gebietsverzeichnis geführt.